# لايك كريزي
لايك كريزي (بالإنجليزية: Like Crazy)؛ وتعني بالعربية بجنون، وهو فيلم دراما رومانسي أمريكي صدر عام 2011، الفيلم من إخراج دريك دوريموس ومن بطولة أنتون يلشين، وفيليسيتي جونز، وجينيفر لورنس. كتب الفيلم دوريموس وبين يورك جونز، يحكي قصة آنا (فيليسيتي جونز)، وهي طالبة بريطانية مبتعثة ضمن برنامج التبادل الطلابي تقع في حب الطالب الأمريكي جاكوب (أنتون يلشين)، إلا أنها تنفصل عنه عندما مُنعت من العودة إلى الولايات المتحدة بعد أن مكثت في البلد لفترة أطول مما تسمح به تأشيرة الطالب.

## القصة
تدور أحداث الفيلم حول علاقة حب قوية بين (آنا)، وهي طالبة مبتعثة بريطانية، وزميلها (جاكوب) طالب أمريكي، لكن بسبب انتهاكها فترة إقامتها في البلاد، يتم ترحيلها إلى بلدها، ويعاني العاشقان من تلك اللحظة من آلام الانفصال والبعد.

## طاقم التمثيل
- انتون يلشين في دور جاكوب هيلم.
- فيليسيتي جونز بدور آنا جاردنر.
- جينيفر لورنس في دور سامانثا.
- تشارلي بيولي في دور سايمون.
- فينولا هيوز بدور ليز.
- أوليفر مويرهيد بدور برنارد جاردنر.
- أليكس كينجستون بدور جاكي جاردنر.
- كيلي هازل في دور سابرينا.
- كريس ميسينا مثل مايك أبليتري.
- بين يورك جونز في دور روس.
- جيمي توماس كينغ في دور إليوت.

## الإنتاج

### الموسيقى التصويرية
| #   | عنوان                         | المدة |
| --- | ----------------------------- | ----- |
| 1.  | "Arrivals N.2"                | 1:53  |
| 2.  | "Crazy Love, Vol. II"         | 4:19  |
| 3.  | "We Float"                    | 1:27  |
| 4.  | "Departures N.1"              | 1:51  |
| 5.  | "Century"                     | 4:37  |
| 6.  | "Fragile N.4"                 | 3:28  |
| 7.  | "IMpossible"                  | 4:10  |
| 8.  | "Surprise Hotel"              | 6:48  |
| 9.  | "I Guess I'm Floating"        | 1:54  |
| 10. | "We Move Lightly"             | 3:08  |
| 11. | "Opus 37"                     | 5:18  |
| 12. | "Dead Hearts"                 | 3:28  |
| 13. | "Thursday" (Bonus track)      | 4:17  |
| 14. | "Closing Scene" (Bonus track) | 4:15  |

## وصلات خارجية
- لايك كريزي على موقع IMDb (الإنجليزية)
- لايك كريزي على موقع ميتاكريتيك (الإنجليزية)
- لايك كريزي على موقع روتن توميتوز (الإنجليزية)
- لايك كريزي على موقع نتفليكس (الإنجليزية)
- لايك كريزي على موقع قاعدة بيانات الأفلام العربية
- لايك كريزي على موقع ألو سيني (الفرنسية)
- لايك كريزي على موقع Turner Classic Movies (الإنجليزية)
- لايك كريزي على موقع أول موفي (الإنجليزية)
- لايك كريزي على موقع بوكس أوفيس موجو (الإنجليزية)
- لايك كريزي على موقع فيلمافينيتي (الإسبانية)